# Franquicia Idol
Idols es un reality show del ambiente musical. Basado en el tipo de Academia Artística, al estilo de Operación Triunfo. Idols es un producto de la factoría FremantleMedia en coproducción con 19TV.

## Idols en el Mundo
| País                | Nombre                          | Canal                                                       | Página Web                                                     | Ganador |
| Alemania            | Deutschland sucht den Superstar | RTL                                                         | Website                                                        | - Alexander Klaws - Elisabeth Erl - Tobias Regner - Mark Medlock - Thomas Godoj                                                               |
| América Latina      | Latin American Idol             | Sony Entertainment Television (2007-2008), Canal 9* (2009-) | Website                                                        | - Mayré Martínez - Carlos Peña - Margarita Henríquez - Martha Heredia                                                                         |
| Armenia             | Հայ Սուպերսթար                  | Shant TV (2006-)                                            |                                                                | - Susanna Petrosyan - Lusine Aghabekyan - Lusi Harutunyan                                                                                     |
| Australia           | Australian Idol                 | Ten                                                         | Website                                                        | - Guy Sebastian - Casey Donovan - Kate DeAraugo - Damien Leith                                                                                |
| Bélgica             | Idool                           | VTM                                                         | Website                                                        | - Peter Evrard - Joeri Fransen |
| Brasil              | Ídolos                          | SBT (2006–2007) Rede Record (2008–presente)                 | Website                                                        | - Leandro Lopes - Thaeme Mariôto - Rafael Barreto - Saulo Roston - Israel Lucero                                                              |
| Canadá              | Canadian Idol                   | CTV                                                         | Website                                                        | - Ryan Malcolm - Kalan Porter - Melissa O'Neil - Eva Avila                                                                                    |
| Croacia             | Hrvatski Idol                   | Nova TV                                                     | Website                                                        | - Zanamari Lalic - Patrick Jurdic |
| Dinamarca           | Idols                           | TV3                                                         | Website                                                        | - Christian Mendoza - Emma Niehbur (Rikke) |
| Eslovaquia          | Slovensko Hl'ada SuperStar      | SVT                                                         | Website                                                        | - Katarina Košcová, "Katka" - Peter Cmorík |
| España              | Idol Kids                       | Telecinco                                                   | Website                                                        | - Índigo Salvador - Carla Zaldívar |
| Estados Unidos      | American Idol                   | FOX                                                         | Website                                                        | - Kelly Clarkson - Ruben Studdard - Fantasia Barrino - Carrie Underwood - Taylor Hicks - Jordin Sparks - David Cook - Kris Allen - Lee DeWyze |
| Etiopía             | Ethiopian Idols                 |                                                             | Website                                                        | - EP |
| Filipinas           | Philippine Idol                 | ABC 5                                                       | Website Archivado el 13 de febrero de 2010 en Wayback Machine. | - Maureen Marcelo |
| Finlandia           | Idols                           | MTV3                                                        | Website                                                        | - Hanna Pakarinen - Ilkka Jääskeläinen - Ari Koivunen                                                                                         |
| Francia             | Nouvelle Star                   | M6                                                          | Website                                                        | - Jonathan Cerrada - Steeve Statof - Myriam Morea - Christophe Willem - Julien Doré                                                           |
| Grecia              | Super Idol                      | Mega TV                                                     | Website                                                        | - Stavros Konstantinou |
| Holanda             | Idols                           | RTL 4                                                       | Website                                                        | - Jamai Loman - Boris Titulaer - Raffaëla Paton                                                                                               |
| India               | Indian Idol                     | SET                                                         | Website Archivado el 14 de marzo de 2008 en Wayback Machine.   | - Abhijeet Sawant - Sandeep Acharya |
| Indonesia           | Indonesian Idol                 | RCTI                                                        | Website                                                        | - Joy Tobing - Mike Mohede - EA |
| Islandia            | Idol Stjörnuleit                | Canal 2                                                     | Website                                                        | - Kalli Bjarni - Hildur Vala Einarsdóttir - Snorri Snorrason                                                                                  |
| Kazajistán          | SuperStar KZ                    | Perviy Kanal Evraziya                                       | Website                                                        | - Almas Kishkenbaeu - Kayrat Tuntekov - Nurzhan Kermenbayev - Oleg Karezin                                                                    |
| Malasia             | Malaysian Idol                  | 8TV                                                         | Website Archivado el 18 de mayo de 2008 en Wayback Machine.    | - Jaclyn Joshua Victor - Daniel Lee Chee Hun                                                                                                  |
| México              | Ídolos                          | Televisa                                                    | Website                                                        | * 1ª Edición, Próximamente: Confirmada |
| Noruega             | Idol                            | TV2                                                         | Website Archivado el 11 de octubre de 2007 en Wayback Machine. | - Kurt Nielsen - Kjartan Salvesen - Jorun Stiansen - Aleksander Denstad With                                                                  |
| Nueva Zelanda       | NZ Idol                         | TV2                                                         | Website                                                        | - Ben Lummis - Rosita Vai - Matt Saunoa |
| Medio Oriente       | SuperStar                       | Future Television                                           | Website                                                        | - Diana Karazon (Jordania) - Ayman El Aatar (Libia) - Ibrahim El Hakami (Arabia Saudí) - EP                                                   |
| Polonia             | Idol                            | Polsat                                                      | Website                                                        | - Alicja Janosz - Krzysztof Zalewski - Monika Brodka - Maciek Silski                                                                          |
| Portugal            | Ídolos                          | SIC                                                         | Website                                                        | - Nuno Norte - Sérgio Lucas - Filipe Pinto - Sandra Pereira                                                                                   |
| Reino Unido         | Pop Idol                        | ITV                                                         | Website                                                        | - Will Young - Michelle McManus |
| República Checa     | Česko Hledá SuperStar           | TV Nova                                                     | Website                                                        | - Aneta Langerová - Vlastimil Horváth - Zbynek Drda                                                                                           |
| Rusia               | Narodniy Artist                 | RTR                                                         | Website                                                        | - Aleksey Goman - Ruslan Alehno |
| Serbia y Montenegro | Idol                            | BKTV                                                        |                                                                | - Cveta Majtanovic - Mina Laličić |
| Singapur            | Singapore Idol                  | Channel 5                                                   | Website                                                        | - Muhammad Taufik Batisah - Hady Mirza |
| Sudáfrica           | Idols                           | M-Net                                                       | Website                                                        | - Heinz Winckler - Anke Pietrangeli - Karin Kortje - Dewald Louw                                                                              |
| Suecia              | Idol                            | TV4                                                         | Website                                                        | - Daniel Lindström - Agnes Carlsson - EP |
| Turquía             | TurkStar                        | Kanal D                                                     | Website                                                        | - Emrah Keshin |

(EP) En Preparación | (EA) En Aire